# Hesperochernes canadensis
Hesperochernes canadensis är en spindeldjursart som beskrevs av Clarence Clayton Hoff 1945. Hesperochernes canadensis ingår i släktet Hesperochernes och familjen blindklokrypare. Inga underarter finns listade i Catalogue of Life.